# Снайдер, Тимоти
Ти́моти «Тим» Дэ́вид Сна́йдер (англ. Timothy (Tim) David Snyder; род. 18 августа 1969[…], Дейтон, Огайо) — американский историк, профессор Йельского университета, член Американского философского общества (2025). Специализируется на истории Восточной Европы и, в частности, Украины, Беларуси, Литвы, Польши и России нового времени. Пишет о проблемах национализма, тоталитаризма и Холокоста.

## Биография
Учился в Браунском университете (1987—1991) и Оксфордском университете (1991—1995), в последнем занимался современной европейской историей в Баллиол-колледже. Докторскую степень получит в Оксфорде в 1997 году.
Научные руководители - Тимоти Гартон-Эш и Ежи Едлицкий.
Работал в Национальном центре научных исследований (CNRS, Франция, в 1994—1995 годах), а также в Венском институте наук про человека (Institut für die Wissenschaften vom Menschen).
Профессор Йельского университета. Член американского Совета по международным отношениям.
Труды Снайдера опубликованы на английском, польском, немецком, русском, украинском, литовском, чешском, французском, словацком, белорусском и испанском языках.

## Семья
Жена Марси Шор — доцент истории Йельского университета. Двое детей.

## Избранные труды

### Монографии
- Black Earth: The Holocaust as History and Warning. 2015
- Bloodlands: Europe Between Hitler and Stalin. Basic Books/Random House, 2010. (Переведена на 12 языков.)
  - Русский перевод: Снайдер Тимоти. Кровавые земли. — Киев: Дулибы, 2015. — 584 с. — ISBN 978-966-8910-97-5.
- The Red Prince: The Secret Lives of a Habsburg Archduke. Basic Books/Random House, 2008. (Times of London notable book. American Association of Ukrainan Studies prize. Переведена на 9 языков.)
- Sketches from a Secret War: A Polish Artist’s Mission to Liberate Soviet Ukraine. Yale University Press, 2005. (Pro Historia Polonorum Prize. Переведена на 2 языка.)
- The Reconstruction of Nations: Poland, Ukraine, Lithuania, Belarus, 1569—1999. Yale University Press, 2003. (Philadelphia Enquirer notable book. Five prizes. Переведена на 3 языка.)
  - Русский перевод: Снайдер Т. Реконструкция наций. — М.-Вроцлав: Летний сад; Коллегия Восточной Европы им. Яна Новака-Езераньского во Вроцлаве, 2013. — 412 с. — ISBN 978-5-98856-187-3.
- Nationalism, Marxism, and Modern Central Europe: A Biography of Kazimierz Kelles-Krauz, 1872—1905. Harvard Ukrainian Research Institute and Harvard University Press, 1997. (Halecki Prize. Переведена на один язык.)
- The Economic Crisis of Perestroika. Council on Economic Priorities, 1991.
- The Road to Unfreedom: Russia, Europe, America. Tim Duggan Books[англ.], 2018. ISBN 978-0-525-57446-0

### Издания в соавторстве
- Stalinism and Europe: Terror, War, and Domination, 1937—1947, forthcoming 2011, coedited with Ray Brandon.
- The Wall Around the West: State Borders and Immigration Controls in Europe and North America, Rowman and Littlefield, 2000, coedited with Peter Andreas.

### Разделы в коллективных трудах
- Lieven, The Cambridge History of Russia;
- Brandon, Shoah in Ukraine;
- Salvatici, Confini;
- Jasiewicz, Swiat nie pożegnany;
- Pisuliński, Akcja Wisła;
- Chiari, Geschichte und Mythos der polnischen Heimatarmee;
- Müller, Memory and Power in Postwar Europe;
- King, Nations Abroad;
- Williamson, Economic Consequences of Soviet Disintegration;

### Статьи в научных журналах
- «The Causes of Ukrainian-Polish Ethnic Cleansing, 1943,» Past and Present, 179 (2003), 197—234 . 1a and 1b.
- «To Resolve the Ukrainian Problem Once and for All’: The Ethnic Cleansing of Ukrainians in Poland, 1943—1947,» Journal of Cold War Studies, Volume 1, 2 (1999), 86—120.
- «Leben und Sterben der Juden in Wolhynien», Osteuropa, 57, 4, (2007), 123—142.
- «Memory of Sovereignty and Sovereignty Over Memory: Twentieth-Century Poland, Ukraine, and Lithuania» in Jan-Werner Müller, ed., Memory and Power in Postwar Europe, Cambridge: Cambridge University Press, 2002, 39—58.
- «Die Armia Krajowa aus ukrainischer Perspektive», in Bernard Chiari and Jerzy Kochanowski, eds., Auf der Suche nach nationaler Identität: Geschichte und Mythos der polnischen Heimatarmee, Munich: Oldenbourg Verlag, 2003.
- «A Polish Socialist For Jewish Nationality: Kazimierz Kelles-Krauz (1872—1905)», Polin: Studies in Polish Jewry, 12 (1999), 257—271.
- «Kazimierz Kelles-Krauz (1872—1905): A pioneering scholar of modern nationalism», Nations and Nationalism, 3, 2 (1997), 1—20.
- «The Poles: Western Aspirations, Eastern Minorities», in Charles King and Neil Melvin, eds., Nations Abroad: Diasporas and National Identity in the Former Soviet Union, Boulder: Westview, 1998, 179—208.
- «Soviet Monopoly», in John Williamson, ed., Economic Consequences of Soviet Disintegration, Washington, D.C.: Institute for International Economics, 1993, 176—243.
- «Three Endings and a Beginning: Shimon Redlich’s Galicia», on Shimon Redlich, Together and Apart In Brzezany: Poles, Jews, and Ukrainians, 1919—1945, Bloomington: Indiana University Press, 2002, in Yad Vashem Studies, 34, 2006.
- «Pourquoi le socialisme marxist a-t-il méconnu l’importance du phénomène national? A la lumiere des enseignements que l’on peut tirer du congres de Londres (1896) de la IIe Internationale», Revue des Études Slaves, 71, 2 (1999), 243—262.
- «Akcja 'Wisla' a homogenicznosc polskiego spoleczenstwa», in Jan Pisulinski et al eds, Akcja Wisla, Warsaw: Instytut Pamieci Narodowej, 2003, 49—56.

### Статьи в общих журналах
- «Holocaust: The Ignored Reality», The New York Review of Books, 16 July 2009
- «In the Shadow of Emperors and General Secretaries: On the origins of the nations of East Central Europe» («W cieniu cesaerzy i sekretarzy»), Tygodnik Powszechny, 27 July 2008, 24—25.
- «Ukraine: The Orange Revolution», with Timothy Garton Ash, New York Review of Books, 28 April 2005, 28—32.
- «War is Peace», Prospect[англ.], Number 104, November 2004, 32—37.
- «A Legend of Freedom: Solidarity», («Legenda o wolnosci»), Tygodnik Powszechny, special edition on Solidarity, 4 September 2005 .
- «The Ethnic Cleansing of Volhynia, 1943» («Wolyn, rok 1943»), Tygodnik Powszechny (Cracow), 11 May 2003, 1, 7.
- «Five Centuries and Eight Years: Operation Vistula and the homogeneity of Polish society» (Piec wieków i osiem lat: «Akcja 'Wisla' a homogenicznosc polskiego spoleczenstwa»), Tygodnik Powszechny, April 2002.
- «Poles and Czechs, Ten Years On», Prospect, February 1999, 54—57.
- «Ivan Ilyin, Putin’s Philosopher of Russian Fascism» The New York Review of Books, April 2018.
- Timothy Snyder. We Should Say It. Russia Is Fascist. (англ.) // The New York Times : Guest ESSAY. — 2022. — 19 May.

## Взгляды

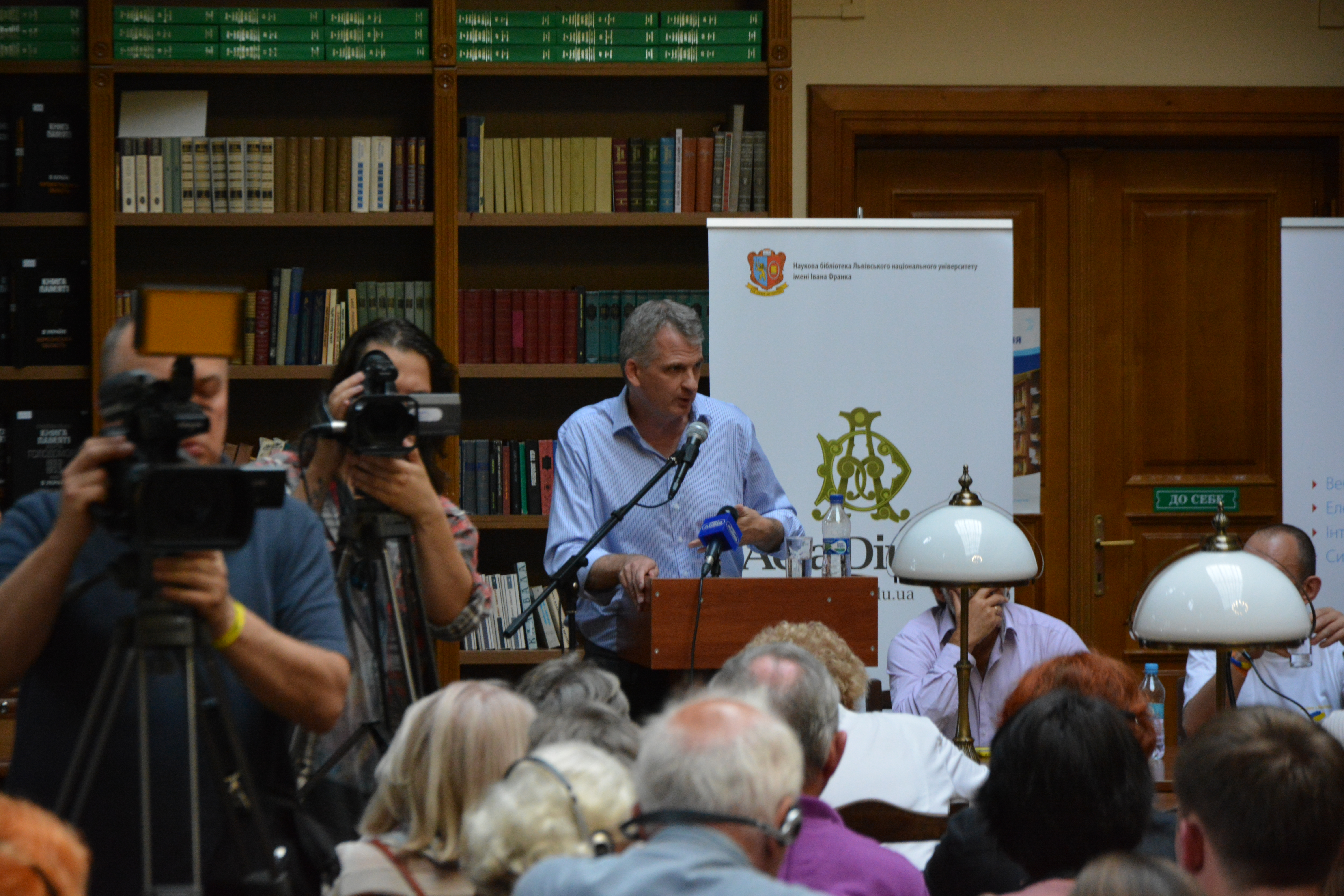
Снайдер во Львове, Украина, сентябрь 2014 года

### Путинизм

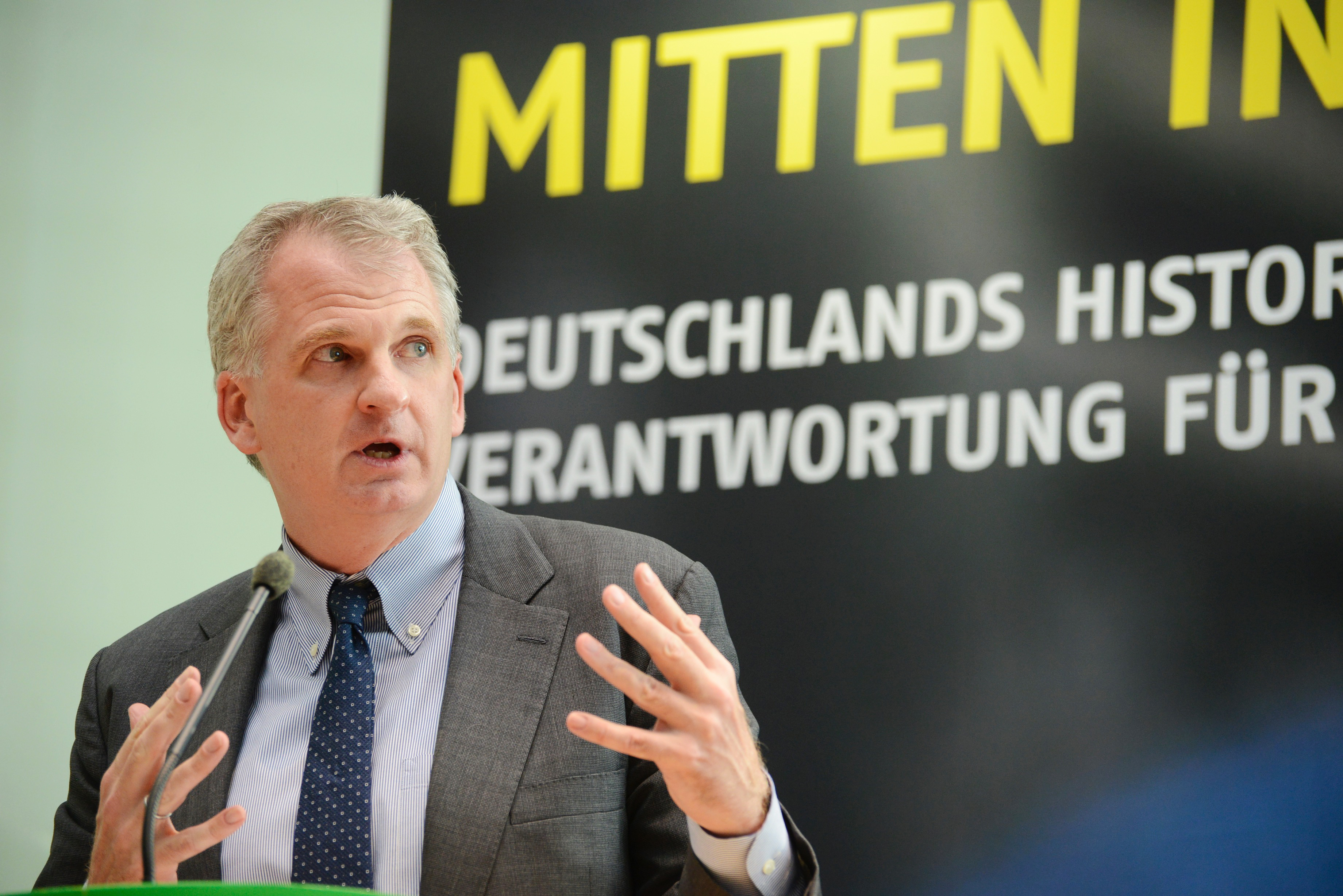
20 июня 2017 года в парламенте Германии прошла дискуссия об исторической ответственности Германии перед Украиной

В книге «Дорога к несвободе» Снайдер утверждает, что правительство Владимира Путина авторитарно и использует в своей риторике фашистские идеи. В декабре 2018 года во время дискуссии с другим историком Восточной Европы Джоном Коннелли Снайдер назвал это «шизофашизмом»:

Идеи фашизма пришли в Россию через три поколения после окончания Второй мировой войны, когда россияне не могли представить себя фашистами. Советское образование подавало войну как борьбу с фашизмом, в которой Россия была на стороне добра и боролась против фашистов. Таким образом, имеет место странная ситуация, которую я называю «шизофашизмом», то есть люди, несомненно являющиеся фашистами, называют фашистами других.
Оригинальный текст (англ.)fascist ideas have come to Russia at a historical moment, three generations after the Second World War, when it’s impossible for Russians to think of themselves as fascist. The entire meaning of the war in Soviet education was as an anti-fascist struggle, where the Russians are on the side of the good and the fascists are the enemy. So there's this odd business, which I call in the book "schizo-fascism", where people who are themselves unambiguously fascists refer to others as fascists.
В мае 2022 года статье в The New York Times вышла статья Снайдера, где он уже прямо назвал Россию «фашистским государством»:

Продолжаются споры — часто ожесточённые — о том, что же лежит в основе фашизма. И тем не менее сегодняшняя Россия соответствует большинству критериев, относительно которых исследователи склонны соглашаться. В ней существует культ одного конкретного лидера — Владимира Путина. В России присутствует культ мёртвых, выстроенный вокруг Второй мировой. У неё есть миф об оставшемся в прошлом золотом веке имперского величия, которое необходимо восстановить посредством целительного насилия, а именно — кровавой войны на Украине.

<…>

Путешественник во времени, прибывший в наши дни из 1930-х, без труда опознал бы в путинском режиме режим фашистский. Символ Z, народные шествия, пропаганда, идея войны как акта очистительного насилия, братские могилы вокруг украинских городов — все это не оставляет пространства для сомнений. Война против Украины — не просто возвращение на традиционный фашистский плацдарм, но и воссоздание традиционных фашистских практик и риторики. Другие народы существуют для того, чтобы их колонизировать. Россия ни в чём не виновата в силу её славного прошлого. Существование Украины — результат международного заговора. Единственный возможный ответ — война.
Оригинальный текст (англ.)People disagree, often vehemently, over what constitutes fascism. But today’s Russia meets most of the criteria that scholars tend to apply. It has a cult around a single leader, Vladimir Putin. It has a cult of the dead, organized around World War II. It has a myth of a past golden age of imperial greatness, to be restored by a war of healing violence — the murderous war on Ukraine.
<...>
A time traveler from the 1930s would have no difficulty identifying the Putin regime as fascist. The symbol Z, the rallies, the propaganda, the war as a cleansing act of violence and the death pits around Ukrainian towns make it all very plain. The war against Ukraine is not only a return to the traditional fascist battleground, but also a return to traditional fascist language and practice. Other people are there to be colonized. Russia is innocent because of its ancient past. The existence of Ukraine is an international conspiracy. War is the answer.
Тимоти Снайдер собрал более 1,2 млн $ на «Ловца шахидов» — комплекс по борьбе с беспилотниками для Вооружённых сил Украины.

## Оценки и критика

### «Кровавые земли»
Книга «Bloodlands: Europe Between Hitler and Stalin» удостоена многочисленных наград, в том числе в 2013 году получила премию Ханны Арендт (англ. Hannah Arendt Prize for Political Thought). Ряд ведущих мировых изданий, в том числе The Atlantic, The Daily Telegraph, The Economist, the Financial Times включили Bloodlands в список лучших книг 2010 года.
В рецензии на книгу Снайдера «Кровавые земли: Европа между Гитлером и Сталиным» (англ. «Bloodlands: Europe Between Hitler and Stalin») историк Ричард Эванс критикует взгляд Снайдера на происхождение и осуществление политики массовых убийств евреев, которую Снайдер считает местью за немецкие неудачи под Москвой в декабре 1941 года. Эванс также критикует Снайдера за переоценку числа жертв среди поляков от рук Сталина и Гитлера, а также за злоупотребление историями конкретных жертв голода, репрессий и холокоста как «искусственную сентиментальность».
В своей рецензии на книгу «Кровавые земли» А. Вайнер отметил, что будучи учёным, не являющимся специалистом по Нацистской Германии и СССР, Тимоти Снайдер в своей книге почти полностью основывается на выводах и аргументах других учёных, но при этом его собственные заявления подвергают сомнению всю литературу по этой теме, которая предшествовала этой его книге. Общие утверждения Снайдера относительно сотрудничества Нацистской Германии и СССР и то, что они поддерживали друг друга на рассматриваемой автором территории, названной им «Кровавыми землями», а также хронологические рамки, по определению рецензента, «являются не чем иным, как недоказанными предположениями и плодами личной повестки дня автора, а не историческими доказательствами».
Дан Михман, назвав книгу Тимоти Снайдера «Кровавые земли» амбициозной, констатирует, что в ней нет новых доказательств и новых аргументов. Кроме прочего рецензент отмечает, что автор склонен приводить огромные числа жертв по максимуму, включая цифры, являющиеся недостоверными или спорными.
Специалист по Холокосту и другим военным преступлениям нацистской Германии профессор Омер Бартов также назвал книгу Снайдера «Кровавые земли» амбициозной. Он также отметил склонность Снайдера доводить огромные цифры жертв до максимума и «не может примириться с пресловутой недостоверностью и спорностью таких цифр». По утверждению Бартова в книге нет ни новых доказательств, ни новых аргументов, но, тем не менее, она и широко освещена в прессе и переведена на несколько языков.
Американский специалист по Холокосту Венди Лоуэр назвала книгу «мастерским синтезом».
Специалист по восточной Европе Джон Коннелли назвал книгу «исследованием высочайшего калибра», а специалист по Холокосту Кристофер Браунинг назвал труд Снайдера «ошеломляющим».

### «Чёрная земля»
По оценке П. А. Рудлинга масштабы и цели книги «Чёрная земля: Холокост как история и предупреждение» (англ. «Black Earth: The Holocaust as History and Warning») амбициозны. Отметив, что она политизирована, рецензент видит примечательным, что на задней обложке содержится, необычное для книг в области истории Восточной Европы, одобрения бывших советников США по национальной безопасности и госсекретаря. В целом, как отметил П. А. Рудлинг, направление книги нацелено на неакадемическую аудиторию, а содержащиеся в ней обобщающие утверждения мистифицируют тему и фактически искажают состояние науки. Наиболее политизированной является последняя глава, в которой в частности утверждается, что президент России В. В. Путин в отношении Украины выступает в роли разрушителя государства с внешнеполитической доктриной этнической войны, что он подобно тому, как Сталин заключил союз с Гитлером в 1939 году, поставил себя во главе популистских, фашистских и неонацистских сил в Европе, с целью разрушить Европейский союз, который является самым мирным и процветающим порядком начала XXI века и т. п.
Французский историк Жак Семелен назвал книгу «Кровавые земли: Европа между Гитлером и Сталиным» одной из тех книг, которые «меняют наш взгляд на определённый период истории».
Профессор изучения Холокоста в Манчестерском университете Ж.-М. Дрейфус (Ph.D.) констатировал, что книга «Чёрная земля» разочаровала историков Холокоста, получив довольно сдержанные, но в целом негативные оценки. Несмотря на изобретательность Тимоти Снайдера, множество подтезисов в его книге мало кого убедили.

### Российский фашизм
Французско-американский историк и специалист по постсоветским национализмам Марлен Ларюэль считает, что оценка Снайдером политического режима России как «фашистского» является необоснованной. Его анализ она характеризует как упрощающий, содержащий искажения, неточности и избирательные интерпретации. По словам Ларюэль, главными идеологическими координатами для Кремля является не нацистская Германия, а «десятилетия ялтинского миропорядка, годы правления Горбачева и Ельцина, а также распад Советского Союза»[неавторитетный источник?].
Американский историк фашизма Стэнли Пейн сказал, что «Снайдер хорош как историк, но плох как политолог». По мнению Пейна, то, что Снайдер считает признаками российского фашизма признаки многих диктатур, в том числе и тех, что к фашизму не относят, как КНР, в то время как характерные черты в РФ отсутствуют: в России, согласно Пейну, нет ни фашистского корпоративизма, ни «экономического „национал-социализма“», а существует «корумпированное государство-мафия»; в то время как фашизм представлял массовое революционное движение, Путин наоборот стремится демобилизовать россиян, предпочитая использовать «тотальную манипуляцию власти существующим государством на всех уровнях» (англ. total manipulation of power by the existing state from the top downward); идеологически Путин ориентируется не на метафизический витализм, а на образ прошлого и реакционную православную церковь: по мнению Пейна, христианская религия всегда была «скорее врагом, чем другом» фашизму даже в государствах вроде Испании и Хорватии, где режимы выстроили сложные и близкие отношения с религией. Кроме того, по мнению Пейна, в условиях современной культуры и современной политики настоящий фашизм не может существовать, и «сегодня фашизм актуален лишь как идеологический фантазм и ругательство». О иммибилизационной политике Путина написало издание Politico, выделив, что в то время как фашизм был «одержимый молодёжью» модернистский «тоталитарный проект радикального переустройства общества», путинизм «движим консервативной, ностальгической тоской по прошлому» и опирается на пенсионеров.
Роджер Гриффин отмечает, что в то время как фашистские диктаторы по приходе к власти наделяли себя неограниченными полномочиями и отрицали демократическую конституцию, Путин предпочитает использовать атрибуты протодемократической системы, себя представляя как «защитника и гаранта Конституции», от которой он полностью не отказывается, вместо чего лишь вносит в неё изменения. По его мнению, в истории наиболее близкие к России примеры японский милитаризм, который «во многом подражал фашизму, но не был им» и «нелиберальные демократии» вроде Венгрии или Индии; считает ближайшей историческую аналогию с Николаем I и формулой «православие — самодержавие — народность».

## Награды
- Офицер ордена Заслуг перед Республикой Польша (2014, Польша)[29].
- Почётный знак МИД Польши «Bene Merito».
- Командор ордена «За заслуги перед Литвой» (5 июля 2023 года, Литва)[30].
- Орден Креста земли Марии III степени (4 февраля 2015 года, Эстония)[31].
- Крест «За заслуги» II класса (2022, Министерство иностранных дел Эстонии)[32].
- Премия Ханны Арендт (август 2013).
- Премия Ральфа Уолдо Эмерсона (Ralph Waldo Emerson Award[англ.]) (2011).
- Стипендия Маршалла.
- Премия фонда Антоновичей (2014) — за научные труды по истории Центральной и Восточной Европы, включая Украину, и личный вклад в развитие гражданского общества в Украине.
- George Louis Beer Prize (2003).
- Лейпцигская книжная премия за вклад в европейское взаимопонимание (2012).
- Стипендия Гуггенхайма (апрель 2017).
- Премия Фонда польской науки (2018).
- Премия «Визе-97» (The VIZE 97 Prize[англ.]) (2015).